# 코스탄차 파르네세
코스탄차 파르네세(이탈리아어: Costanza Farnese)는 알레산드로 파르네세와 실비아 루피니 사이에서 태어난 딸이다. 알레산드로 파르네세는 훗날에 성직자가 되어 교황 바오로 3세가 되었다. 코스탄차에게는 피에르 루이지 파르네세와 파올로 파르네세, 라누치오 파르네세 등의 형제가 있다. 코스탄차는 훗날에 추기경이 되는 구이도 아스카니오 스포르차 디 산타 피오라라는 아들을 낳았다.